# Серебрянка (приток Волги)
Серебрянка — река, протекающая по территории города Ржева Тверской области. Длина — 5,3 км. Водоток — сильный. В месте истока — родники.
Исток расположен в лесу восточнее города Ржева. Соединяясь в центральной части города с Холынкой впадает в Волгу.

## История
Осенью 1942 года (во время второй Ржевской наступательной операции) на территории Ржева, в устье речки, в месте где она сливается с Холынкой, шли кровопролитные бои с немецкими войсками.